# Marilena
Marilena é um município brasileiro do estado do Paraná. Sua população estimada em 2010 era de 6.854 habitantes, conforme dados de IBGE.

## História
Seu principal pioneiro, Ernesto Mazzotti, chegou na região no ano de 1952 derrubando a mata ali existente, tornado-se eleito o primeiro prefeito eleito quando a vila foi elevada a categoria de município.

## Turismo e economia
Economia predominantemente agrícola, a Festa do Milho que acontece todos os anos no mês de setembro (próximo ao Feriado da Independência) consiste no principal evento festivo do município. São 3 dias de festejos com apresentações folclóricas no primeiro dia, apresentações de feiras e artesanato no segundo dia e, no último dia, apresentações de carroças decoradas pelos agricultores locais com o tema da festa. Ainda escolhem a Rainha do Milho e o Rei do Sabugo, terminando com festas noturnas e fogos de artifício.
A agricultura tem destaque para a cana-de-açúcar, o milho e a mandioca. Essas culturas substituíram a cafeicultura, que no passado impulsionou a criação e o desenvolvimento de vários municípios da região. Na pecuária, evidenciam-se a criação e o abate de bovinos, bem como a produção de leite.